# (6360) 1978 UA7
A (6360) 1978 UA7 a Naprendszer kisbolygóövében található aszteroida. C. Michelle Olmstead fedezte fel 1978. október 27-én.